# Kriegsgefangenenlager Kaisersteinbruch

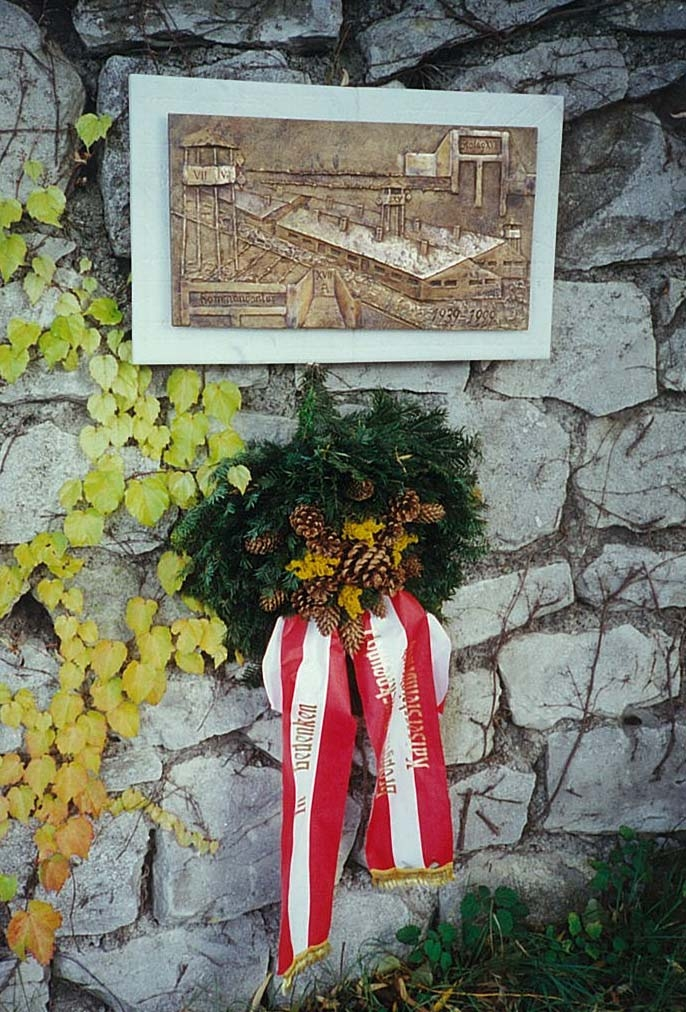
Bronzerelief Stammlager XVII A Kaisersteinbruch von Alexandru Ciutureanu, 1939–1999

Das Kriegsgefangenenlager Kaisersteinbruch, auch als Stalag XVII A Kaisersteinbruch bezeichnet, war das erste Kriegsgefangenenlager auf dem Gebiet der „Ostmark“ im Wehrkreis XVII (Wien), zugleich aber auch eines der ersten Lager des gesamten Reichsgebietes. Es befand sich überwiegend auf dem Gebiet des heutigen Bundeslandes Burgenland, einige ehemalige Lagerbereiche liegen heute jenseits der Grenze zu Niederösterreich.
Die erste Erwähnung fand das Lager Kaisersteinbruch am 29. August 1939 durch die Aufstellung des Dulag „J“, dem die Landesschützenbataillone XXV und XXVII unterstellt wurden. Am 30. September 1939 erfolgte die Umbenennung in Stalag XVII A, während Stalag XVII B Krems-Gneixendorf und Stalag XVII C Edelbach-Döllersheim noch Durchgangslager blieben. Neben seiner Funktion als Stalag hatte Kaisersteinbruch, im Herbst 1939 noch mit dem Standort Bruck an der Leitha benannt, auch noch weiterhin seine frühere Funktion als Dulag auszuüben.

## Kaisersteinbruch 1938
Gleich nach dem Anschluss Österreichs begann eine emsige Bautätigkeit. Keine dringend notwendigen Wohnhausbauten entstanden, sondern ein Militärlager wurde neu erbaut. In der Folge wurde das Militärlager (Lager I) von der deutschen Wehrmacht übernommen und mit Truppen belegt.

## Auflösung der Gemeinde
Schon im Juli 1938 wurde die Gemeindevorstehung verständigt, dass Kaisersteinbruch von der Zivilbevölkerung gänzlich geräumt werden müsse. Der Bürgermeister, statt einen Widerstand zu organisieren, räumte als einer der ersten das Feld. Als zweite verkaufte Stift Heiligenkreuz, welches nicht nur den Pfarrhof und die Kirche mit den dazugehörenden Pfarrgründen, sondern auch den Friedhof mit den Toten. Es fanden sich nach und nach Nachahmer und im Sommer 1939 war bis auf wenige Familien Kaisersteinbruch geräumt. 

### Absiedlung 1939
Ein Schreiben der Deutschen Ansiedlungsgesellschaft Geschäftsstelle Bruck a.d.L., dokumentiert die befohlene Absiedlung von Kaisersteinbruch. wir bestätigen, dass Ferdinand Schweiger aus Kaisersteinbruch seine Wohnung infolge Erweiterung des Truppenübungsplatzes Bruck an der Leitha aufgeben muss. Die Gemeinde Kaisersteinbruch muss bis spätestens 15. März 1939 geräumt sein ..
Ein Schreiben der Kommandantur des Truppenübungsplatzes Bruck a.d.Leitha vom 24. Juli 1939 gewährte noch einen Aufschub .. da der Ort am 1. Oktober 1939 endgültig geräumt werden muss.

### Auflösung der Pfarre Kaisersteinbruch
Die Apostolische Administration des Burgenlandes teilte in einem Schreiben vom 31. März 1939 dem Heiligenkreuzer Abt Gregor Pöck neue Pfarrgrenzen mit: Die dem Stifte inkorporierte Pfarre Kaisersteinbruch gehörte nun der Pfarre Winden am See und die Siedlung Königshof der Pfarre Wilfleinsdorf.

### Vollständige Räumung der Kirche
Die Zentralstelle für Denkmalschutz in einem Schreiben vom 20. Mai 1939 an das Lagerkommando in Bruck/Leitha: Da der Ort Kaisersteinbruch mit seiner künstlerisch bemerkenswerten zweitürmigen Pfarrkirche vollständig geräumt werden muss, sollen fotografische Aufnahmen des Ortes und von den Außenseiten, wie vom Inneren der Kirche angefertigt werden.

## Das erste Kriegsgefangenenlager auf dem Gebiet der „Ostmark“
Für die Wahl des Standortes waren die Erfahrungen mit Kaisersteinbruch als Kriegsgefangenenlager im Ersten Weltkrieg, sowie als „Anhaltelager“ des Ständestaates verantwortlich.
→ Anhaltelager Kaisersteinbruch

## Lager 2
Gleich nach dem Einzug der deutschen Truppen in das Lager 1 wurde mit dem Bau eines neuen Lagers begonnen. Es wurden 30 große Mannschaftsbaracken, 2 große Mannschaftsküchen und 4 große Garagen für Fahrzeuge aller Art, alle aus Holz, mit einem „Normalbelagraum“ für 6.000 Mann errichtet. Mai/Juni 1939 wurden die ersten Truppen dort untergebracht. Im Sommer 1940 richtete man den größeren Teil dieses Lagers, kurz Lager 2 bezeichnet, als Kriegsgefangenenlager ein.
In die am obersten Waldrand gelegenen 4 Baracken wurden die 4 Kompanien des im Lager 1 als Wachmannschaft untergebrachten Landesschützen-Bataillons übersiedelt und dadurch das gesamte Mannschaftslager von Lager 1 zur Unterbringung von Kriegsgefangenen freigemacht. Nach der Heimbeförderung der Polen existierten ebendort ausschließlich Sowjet-Russen, mitten unter diesen, in zwei separat mit Stacheldraht abgeschlossenen Baracken waren 500 bis 600 englische Kriegsgefangene untergebracht.

### „Unser Bataillon 892“
Aus einem Kompanie-Tagebuch im Kriegsgefangenenlager Kaisersteinbruch: Unser Marsch ging also über Wilfleinsdorf in die neue Heimat – Kaisersteinbruch! .. so zogen wir in unser neues Quartier ein. Was wirst du uns bringen?
Das Lager ist unübersehbar. Barackenreihen steigen gegen den angrenzenden Wald an. Dazwischen liegen breite Durchfahrtsstraßen. Und das Neue für uns – Menschen hinter Drahthürden. Das Symbol des Lagers – weithin sichtbar: die Wachttürme, roher Holzbau mit einer Leiter. Oben gedeckte, nach einer Seite hin offene Kasten. Im Wachtstand blitzen MG-Läufe im Sonnenschein. Dort werden wir bald Dienst machen müssen! In der Lagerstadt ziehen sich die Barackenstraßen unabsehbar dahin, dazwischen rege Bewegung von tausenden Gefangenen. Die verschiedenen Uniformen, die fremde Hautfarbe, all das gibt ein eigenes Bild.

### Anthropologische Messungen
Kurz nach Ausbruch des Krieges wurde vom Naturhistorischen Museum in Wien, unter Beiziehung wissenschaftlicher Institute, eine anthropologische Kommission zusammengestellt, die im Jänner 1940 ihre Messungen ins Stalag XVII A verlegte. Hier wurden weit über tausend polnische Kriegsgefangene erfasst. Im Tagebuch wurde ein gedachter Leser angesprochen: … alle Nationen waren vertreten, damit ihr euch ein Bild machen könnt …: Polen, Griechen, Ukrainer, Bulgaren, Rumänen, Magyaren, Deutsche, Tschechen, Italiener, Serben, Kroaten, Schwarze. (Die Wortwahl im Kompanie-Tagebuch des Kriegsgefangenenlagers Kaisersteinbruch ist: „Neger“)
Auch Juden gab es hier unter den Gefangenen. Sie stammten meist aus dem Süden. Meist waren sie aus Deutschland emigriert und schon früher nach Frankreich eingewandert. Sie wurden streng von den anderen Gefangenen abgesondert und hatten verschiedene Arbeiten zu leisten.
Ein Jahr später enden die Aufzeichnungen: Das Barackenlager mit seinen Stacheldrahtzäunen, Wachttürmen und Lagergassen, voll belegt mit Kriegsgefangenen, einer stumpfen, trägen unheimlichen Masse von entwaffneten Feinden, die lauern, ob nicht irgendwann und irgendwie sich eine Lücke im abgesperrten Stacheldraht auftue und ein Weg in die Freiheit offen stehe.

### Über die Lagerinsassen
Die hauptsächliche Belegung in Kaisersteinbruch bestand aus französischen Kriegsgefangenen. Die Belegschaft betrug z. B. am 31. Januar 1941 insgesamt 74.553 Soldaten und 220 Zivilinternierte: 
| Verwendungsgruppe  | Franzosen | Belgier | Polen | Gesamt |
| ------------------ | --------- | ------- | ----- | ------ |
| Offiziere          | 970       | 0       | 0     | 970    |
| Mannschaften & UO. | 65.441    | 5.642   | 2.500 | 73.583 |
| Zivilinternierte   | 146       | 42      | 32    | 220    |

Bis Februar 1941 war Stalag XVII A eines der größten Lager des gesamten Reichsgebietes. Ab März 1941 war ein gewaltiger „Schwund“ an Insassen zu bemerken, was durch die Lager in Wolfsberg und Spittal/Drau zu erklären ist. Im Juni 1941 bildeten die Serben die zweitstärkste Gruppe unter den Kriegsgefangenen, wurden jedoch ab Dezember 1941 von Rotarmisten an der zweiten Stelle abgelöst. In den folgenden Monaten erreichte das Lager Kaisersteinbruch zwar nie mehr an die Zahlen des Jahres 1940, gehörte aber zu den größeren Lagern des Reichsgebietes. Auch die Zahl der italienischen Militärinternierten kam in ihrer Gesamtzahl fast an jene der Franzosen heran.

## Überprüfungsberichte einer IKRK-Kommission
Der erste erhaltene Überprüfungsbericht einer IKRK-Kommission stammte von Sommer 1940. Die Verpflegung wurde bereits 1940 von den Gefangenen als nicht ausreichend beschrieben, vor allem wünschten die meisten mehr Brot. Die Küche selbst, die unter dem Kommando eines deutschen Unteroffiziers stand, war sauber und ausreichend ausgestattet und wurde von einem französischen Arzt überwacht. Die Bekleidungsausstattung war zu gering, wobei besonders die Uniform der Belgier aus einem Material bestand, das schnell abgetragen war, besonders bei jenen Gefangenen, die einen Arbeitseinsatz leisteten. Die Wünsche der Kriegsgefangenen gingen vor allem in Richtung Schuhe, aber auch Bekleidung allgemein und Unterwäsche.
Die Sterberate unter den Gefangenen war sehr niedrig und erreichte im Sommer 1940 die Zahl von 55 Todesfällen, von denen mehrere Arbeitsunfälle waren. Neben einem deutschen Arzt arbeiteten auch fünf französische Ärzte im Krankenrevier, die mit den hygienischen Bedingungen im Allgemeinen zufrieden waren. Die grundsätzliche Klage der Gefangenen ging in Richtung Postempfang, der sehr spärlich war, vor allem aus dem besetzten Frankreich. Viele hätten ihre Gefangenenkarten vor einem oder zwei Monaten nach Genf geschickt und würden nun Post erhalten, was die Männer sehr glücklich machen würde, da dies die ersten Nachrichten von ihren Angehörigen seien. Probleme bestanden allerdings für die Zensur des Lagers durch manchmal sehr lange Briefe, die oft schwer leserlich waren, was deren Verteilung enorm verzögerte.
Besuche der Delegierten im Stalag XVII A erfolgten am 20. August 1940, 19. März 1941, 28. März 1942, 10. November 1942, 30. April 1943, 10. Jänner 1944 und am 8. August 1944. Überdies wurde dieses Lager auch von Vertretern der Schweizer Regierung besucht, allerdings sind die Besuchsdaten nicht bekannt. Die Besuchsberichte wurden an das Außenministerium in Berlin, der damaligen Gewahrsamsmacht, weitergeleitet.

## Religiöse Aktivitäten
Bezüglich der religiösen Aktivitäten der Kriegsgefangenen scheint in Stalag XVII A Kaisersteinbruch eine Ausnahme geherrscht zu haben. Kaplan Josef Franzl wurde für die Seelsorge unter den Landesschützen eingeteilt, durfte diese Tätigkeit nach seiner eigenen Aussage aber auch unter den Kriegsgefangenen ausüben – was offiziell verboten war. Im Wesentlichen dürfte diese seelsorgliche Tätigkeit die französischen und polnischen Gefangenen betroffen haben, die sich „in den Gottesdiensten in engen Baracken um den Altar drängten und gläubig ihre Lieder sangen“, während die anderen Nationalitäten ihre eigenen Seelsorger hatten. Im Überprüfungsbericht vom 17. März 1944 spricht die Kommission von einem katholischen Priester, der die Erlaubnis hatte, den katholischen Insassen des Lagers am Sonntag im „Russentheater“ die Messe zu lesen. Die verschiedenen Arbeitskommanden durfte er allerdings nicht besuchen – ein Hinweis auf Pfarrer Franzls Tätigkeit.
Im Laufe des Jahres 1944 übten auch zwei britische Militärkapläne ihre seelsorgliche Tätigkeit unter ihren Glaubensangehörigen aus. Im Laufe des Jahres durften sie allerdings im Zusammenhang mit den neuen Sicherheitsrichtlinien die einzelnen Arbeitskommanden nicht mehr aufsuchen.

## Französische Kriegsgefangene
Am ausgebreitetsten war die seelsorgliche Tätigkeit unter den französischen Kriegsgefangenen. Neben einem Feldgeistlichen, der als Lagerkaplan tätig war, befanden sich einige Priester unter den Gefangenen, die als normale Soldaten gefangen genommen wurden, sowie ein Novize des Benediktinerordens. Mit Unterstützung der internationalen Hilfsorganisationen konnten die Franzosen im Jahre 1941 eine Baracke zu einer Kapelle und zu einem Theatersaal – einer „Kult- und Kulturbaracke“ umwidmen und entsprechend ausgestalten.
Schwierigkeiten ergaben sich 1944 hinsichtlich der sportlichen Aktivitäten der Kriegsgefangenen in Kaisersteinbruch. Die Existenz eines Sportplatzes wurde von der Schutzmachtkommission im März 1944 erwähnt und auch die gute Ausstattung des Lagers mit Sportgeräten wurde gelobt. Nach der Invasion in der Normandie hatte der Kommandant alle sportlichen Aktivitäten auf dem großen Sportplatz außerhalb des Lagerzaunes, am Ortsrand von Kaisersteinbruch gestoppt. Ob die Versuche der Schutzmachtdelegation, diese Entscheidung rückgängig zu machen mit Erfolg gekrönt waren, wie dies in Stalag 398 Pupping der Fall war, ist nicht bekannt.
Daneben gab es für die Gefangenen gelegentliche Kinovorführungen sowie Büchersendungen durch die YMCA. Besonders beeindruckt war die Schutzmachtkommission allerdings von einer eigens für sie arrangierten Vorführung der Theatertruppe und des Lagerorchesters. Dieses Orchester sowie die Theatertruppe waren im Wesentlichen eine Sache der französischen Insassen des Lagers. Unter der Leitung eines Dirigenten der Pariser Oper wurde ein Orchester in der Stärke von durchschnittlich 65 Mann aufgestellt, dessen Tätigkeit sich auch auf Konzerte außerhalb des Stalag XVII A erstreckte. Eine Freizeitgestaltung der französischen Kriegsgefangenen betreffend, die von der deutschen Propaganda sehr gefördert wurde, betrafen die Tätigkeiten des „cercle Pétain“, der als Vereinigung zur Förderung von Kollaboration gedacht war. In Kaisersteinbruch erfreute sich die Vereinigung offensichtlich nur eines äußerst geringen Interesses von Seiten der Kriegsgefangenen, da im Juli 1943 vermeldet wurde, dass das „mouvement Pétain“ vollständig ins Wasser gefallen sei.
Als Tarnung und Deckmantel einer Widerstandsbewegung unter den Franzosen, wie im Stalag XVIII A (Wolfsberg), wurde der Cercle in Kaisersteinbruch offensichtlich nicht oder kaum benützt.
Das Telegramm eines Überprüfungsberichtes des IKRK vom 9. April 1945 stellte die archivmäßig letzte Erwähnung des Lagers dar. Ein französischer Gefangener machte in seinem Tagebuch über ihre Situation gegenüber der deutschen Wachmannschaft folgende Eintragung:

„Man sollte die Deutschen nicht für blöde halten, denn sie begreifen sehr wohl, dass die Arbeit der Gefangenen nicht sehr effektiv ist. Sie wenden die Einschüchterungsmethode an. Mal tun sie freundlich, mal werden sie brutal. Sie können machen was sie wollen, wir bleiben was wir sind: Soldaten. Übrigens, wenn es zu weit geht, stellen wir uns dumm. Sie gewöhnen sich daran und wir haben unsere Ruhe“

## Sowjetische Kriegsgefangene
Die unterste Stelle der internen Rangordnung im Stalag nahmen sowjetische Kriegsgefangene ein. Bedingt durch den schlechten Gesundheitszustand der sowjetischen Soldaten kam es rasch zum Ausbruch von Typhus, Fleckfieber und Ruhr in den Lagern was zu deren Sperre führte. Die „Kontumazierung“ des Stalag XVII A wurde am 18. April 1942 aufgehoben, nachdem die ersten großen Transporte mit sowjetischen Kriegsgefangenen bereits ab November 1941 ins Lager gebracht wurden. Das Lager 1 wurde zum Russenlager bestimmt und die Kriegsgefangenen der anderen Nationalitäten aus diesem Lager evakuiert. Ein hoher Prozentsatz der gefangenen Rotarmisten überlebte den Transport in den teilweise offenen Viehwaggons von den Frontstalags oder den Lagern im Generalgouvernement in die Ostmark nicht. Die Toten wurden sofort nach der Ankunft am Bahnhof Wilfleinsdorf, der den „Verladebahnhof“ für Stalag XVII A bildete, in Massengräbern im Lagerfriedhof beerdigt. Pfarrer Franzl, „Pfarr-Rektor“ von Kaisersteinbruch berichtete, dass er mit eigenen Augen gesehen hat, wie auf einem Karren so acht tote Russen geführt wurden und hier einfach, in Papier gewickelt, in die Erde gegeben wurden, also ohne jede militärische, schon gar keine religiöse Feierlichkeit ..
Kriegsgefangener im Oberpullendorfer Spital gerettet.

„Lishin Nestos schreibt .. Ich war während des Krieges als Kriegsgefangener auf Zwangsarbeit in der Floridsdorfer Lokomotivfabrik, litt Hunger und war krank. Mein Ende schien unvermeidlich... Ich versuchte zu fliehen, aber die Flucht misslang und ich wurde in das Vernichtungskommando 44 geschickt, nach Kaisersteinbruch. Dort habe ich viele Erschießungen von Kriegsgefangenen gesehen. Niemals werde ich den Untergang von Gefangenen vergessen, die bei Fluchtversuchen erwischt wurden. Lebendig wurden sie von Hunden zerrissen. Es gelang mir, aus diesem Todeskerker zu verschwinden. Die eingesetzten Hunde konnten meine Spur nicht finden. Kraftlos und schwach stürzte ich in der Nacht von einem Felsen bei Oberpullendorf. Als ich aus der Bewusstlosigkeit aufwachte, befand ich mich im Spital des IKRK ebendort (heute Landeskrankenhaus). Ich erfuhr, dass mich ein mitleidiger Polizist dorthin gebracht hatte... Später nahm sich eine Organisation der Häftlinge des „Interstalag XVII A“ bei Bruck an der Leitha meiner an. Dort im Krankenrevier, in der französischen Abteilung, habe ich glücklich allen Foltern und Qualen entgehen können. Meine furchtlosen Freunde, französische Häftlinge, bereiteten für mich sorgfältig eine neue, vierte Flucht vor. Sie gelang!

Nach vielen Schwierigkeiten und Gefahren traf ich auf sowjetische Truppen, schloss mich ihnen an und kehrte nach dem Krieg zur friedlichen Arbeit in die Sowjetheimat zurück.“

### Bestattung sowjetischer Kriegsgefangener
Ein Schnellbrief des Reichsministers des Inneren vom 27. Oktober 1941 erteilte Anordnungen über die Bestattung von Leichen sowjetischer Kriegsgefangener: „Für die Überführung und Bestattung ist ein Sarg nicht erforderlich. Die Leiche ist mit starkem Papier (möglichst Öl-, Teer- oder Asphaltpapier) oder sonst geeignetem Material vollständig einzuhüllen. Die Überführung und Bestattung ist unauffällig durchzuführen. Bei gleichzeitigem Anfall mehrerer Leichen ist die Bestattung in einem Gemeinschaftsgrab vorzunehmen. Hierbei sind die Leichen nebeneinander (aber nicht übereinander) in der ortsüblichen Grabestiefe zu betten.“
Ein Schreiben des Oberkommandos der Wehrmacht vom 24. März 1942 ergänzte: „[…] eine deutsche militärische Abordnung wird nicht gestellt. Die Begräbnisteilnahme von Kameraden des Verstorbenen, die dem gleichen Kriegsgefangenenlager angehören, ist gestattet. Geistliche Helfer dürfen, soweit sie dem Lager selbst angehören, beteiligt werden. Auf Lagerfriedhöfen darf die Gräberfolge der sonstigen Kriegsgefangenen nicht gestört werden.“ Der Leiter der Wiener Bestatter äußerte Bedenken .. er forderte die Bereitstellung von Brettern, auf denen die Toten zu befestigen wären, um das Ein- und Ausladen in den Fourgons (Leichenwagen) zu ermöglichen. Er schrieb .. zufällige Zuschauer, die nicht wissen, dass es sich um sowjetische Kriegsgefangene handelt, könnten die unwahrscheinlichsten Vermutungen aufstellen und zu allen möglichen Gerüchten veranlasst werden.
Da aber die Sterbefälle im Juni und Juli 1942 besonders im Lager Wiener Neudorf eine bisher nicht bekannte Höhe erreichten, musste nach einer neuen und endgültigen Lösung des Transportproblemes gesucht werden. Am 1. August 1942 fand in der Direktion der Städtischen Leichenbestattung, Wien 4., Goldeggasse 19, eine neuerliche Besprechung statt, an der neben den Kommandanten der Mannschafts-Stammlager Stalag XVII A und Stalag 17|XVII B, auch der Kommandeur der Kriegsgefangenen im Wehrkreis XVII teilnahm. In dieser Besprechung wurde beschlossen, dass ab 17. August 1942 die Heeresstandortverwaltung Wien ein Fuhrwerk, einen innen mit Blech ausgeschlagenen gedeckten Wagen, bereitzuhalten hat. Ferner war ein auf einfache Art hergestellter Notsarg, mit Sägespänen ausgekleidet, beizustellen. Die in Papier verpackte Leiche kam in den Notsarg und wurde durch Kippen des Sarges in das Grab gebracht. Der Notsarg wurde weiter verwendet. Für den Transport von an Infektionskrankheiten Gestorbenen blieb weiterhin der Rettungsdienst zuständig...

## Italienische Kriegsgefangene
Deutsche Kriegsverbrechen in Italien wurden zwischen dem 8. September 1943, als Italien aus dem Zweiten Weltkrieg ausschied, und dem 2. Mai 1945, an dem die deutschen Truppen in Italien kapitulierten, begangen.

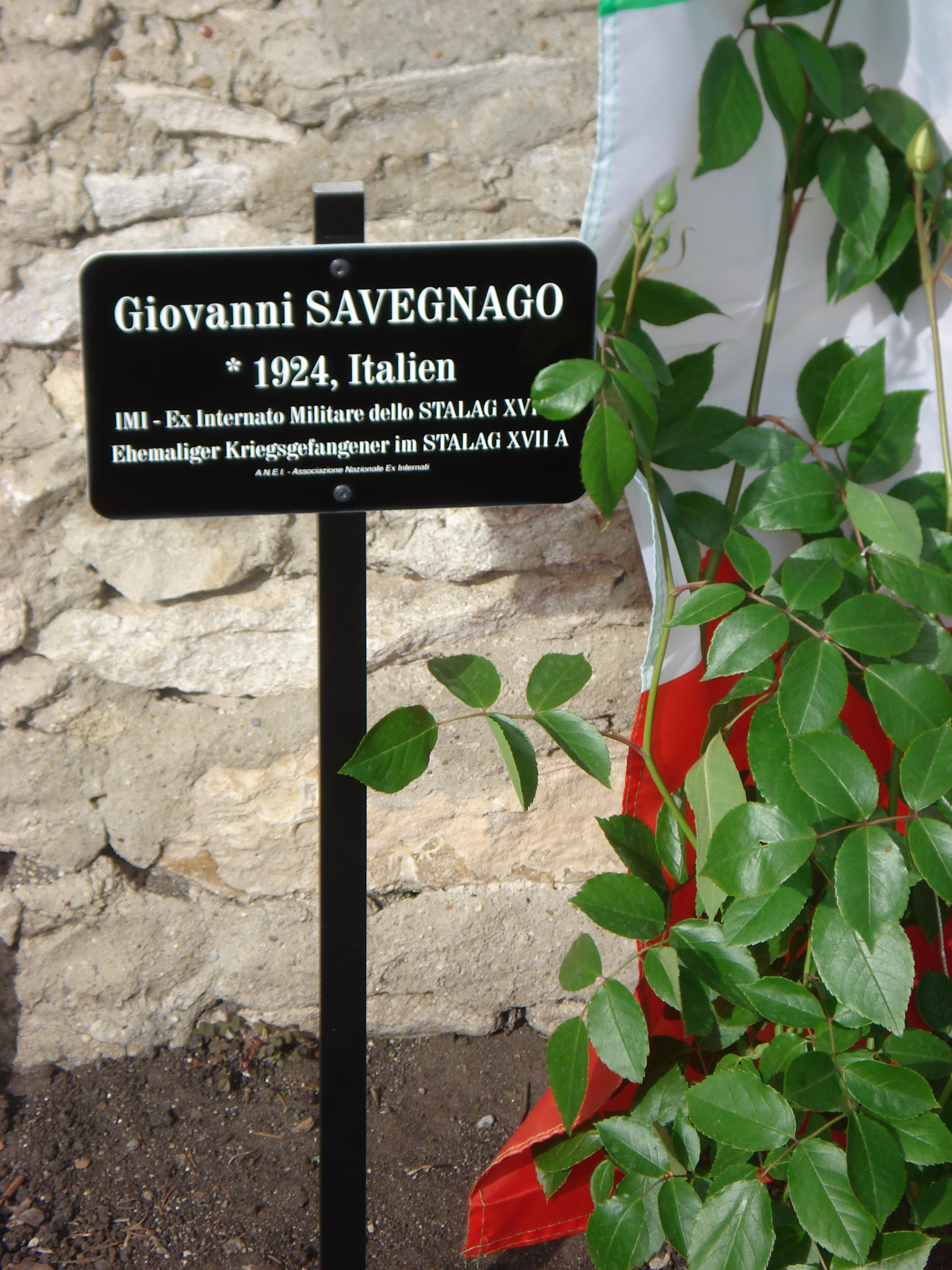
Erinnerungstafel im Rosarium Kaisersteinbruch

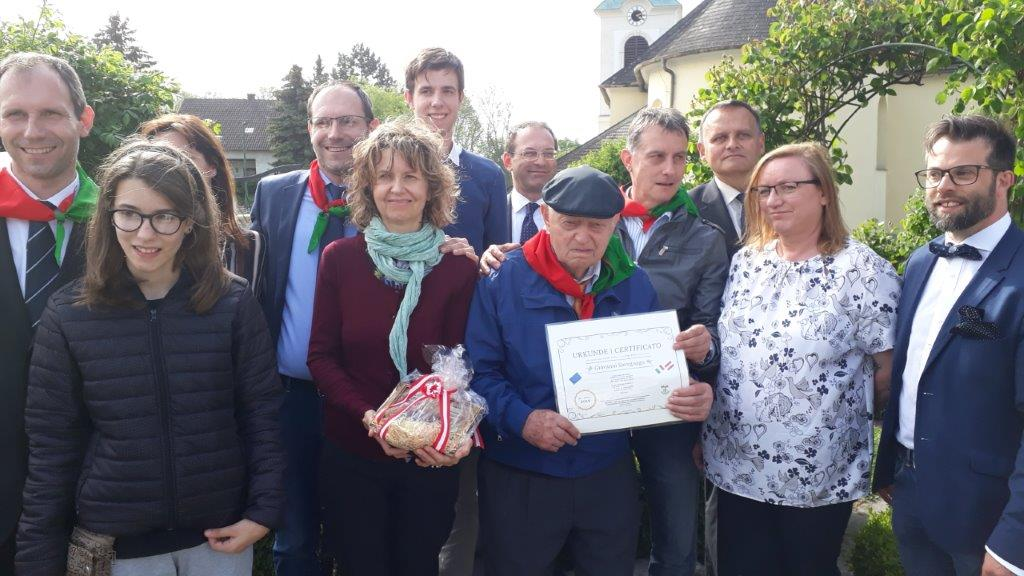
Giovanni Savegnano, * 1924, besucht am 26. April 2019 mit seiner Familie Kaisersteinbruch. Er war jahrelang im Stalag XVII A. Bürgermeister Gerhard Dreiszker, MuKV Obfrau Martina Watzek, Fabio Gianesi

Etwas besser – im Gegensatz zu den meisten Lagern des Reichsgebietes – erging es den italienischen Militärinternierten im Stalag XVII A Kaisersteinbruch. Die ersten Transporte von Italienern kamen Ende September 1943 am Bahnhof Wilfleinsdorf an. Zwar wurde im August 1944 der Fall einer willkürlichen Misshandlung eines Italieners – des Carabiniere Vittorio Gaspare – durch den Landesschützen Alois Weiß auf einem Arbeitskommando, das zu Stalag XVII A gehörte, bekannt. Dabei traktierte der Gefreite Weiß den Italiener mit dem Gewehrkolben derart, dass dieser mit einem gebrochenen Unterarm ins Krankenhaus eingeliefert werden musste.
Im Sommer 1944 wurde in Stalag XVII A Kaisersteinbruch der „Auffang- und Betreuungsstab“ für eine freiwillige italienische Brigade aufgestellt. Ende 1944 befanden sich bei der in Grafenwöhr aufgestellten „Ersatz-Brigade“ 600 Mann von den geplanten 6.000, in Kaisersteinbruch etwa 2.500. Es ist anzunehmen, dass diese Freiwilligen eine etwas andere Behandlung erfuhren, als ihre „nichtfreiwilligen“ Kameraden im Reich und dass diese andere Behandlung auch auf die Situation der Italiener in Kaisersteinbruch überhaupt abfärbte, jedenfalls ist nichts Gegenteiliges bekannt, wobei die Situation der italienischen Militärinternierten in der Ostmark generell besser als im „Altreich“ beschrieben wird.

## Englische und amerikanische Kriegsgefangene
Während Franzosen und Jugoslawen häufig einzeln zu Bauern in Arbeitseinsatz kamen, durften die Russen nur in größeren Gruppen aus dem Lager hinaus auf Arbeit. Die Engländer aber gar nicht, denn vor diesen hatte die deutsche Obrigkeit Respekt und Angst. Ihnen wurde so manches bewilligt und zugestanden, was andere Nationalitäten nie erreichen konnten. So wurden den Engländern die zwei Wohnbaracken ordentlich mit frischem Kalkanstrich überzogen und gereinigt. Zur Arbeit gingen sie überhaupt nicht.
Sie verfügten über ein paar große Musikkapellen mit den verschiedensten und teuersten Instrumenten, welche ihnen aus der Heimat geschickt wurden. Sie setzten auch durch, dass ihnen mehrmals die Woche erlaubt wurde, auf einem in der Nähe des Lagers gelegenen, der deutschen Wehrmacht gehörenden Fußballplatz zu marschieren und Fußballspiel zu betreiben. Auf dem Marsch dorthin durfte sie nur ein einziger deutscher Unteroffizier ohne Gewehr als Wachmannschaft begleiten! Ihre Füße setzten sie so auf den Erdboden, dass dieser noch einen halben Kilometer weit davon erdröhnte.
Die Situation der englischen Gefangenen des Stalag XVII A Kaisersteinbruch ist für das Jahr 1944 durch die Schutzmachtüberprüfungen gut dokumentiert. Im Februar 1944 beklagte sich der „British Camp leader“ – „Warrant Officer 1st cl.“ Brown – bei der Schutzmachtvertretung über die schlechte Bekleidungsausstattung der Briten und US-Amerikaner. Sie hätten keine zwei vollständigen Garnituren, obwohl diese erhältlich wären. Am 17. März 1944: „Die Einrichtung der Baracken lässt sehr zu wünschen übrig“. Außer den Schlafstätten in drei Lagen übereinander sind keine Tische, Stühle und Bänke vorhanden. Beleuchtung ist sehr schlecht. Warme Duschen sind nur alle drei Wochen möglich. Der schlechte Zustand der Nachtlatrinen wurde beklagt, sowie das Fehlen eines Zahnarztes im Lager.
Die Baracken waren gleich aufgeteilt, zwei große Schlafräume links und rechts und ein Waschraum, der in Kaisersteinbruch mehr einem Vorraum glich. Die Einrichtung des Waschraumes bestand aus sechs Wasserhähnen und einem großen Wasserbecken aus Blech. Deren Einrichtung war die schlechteste, welche die Kommission jemals gesehen hatte. Das dreistöckige „monster bed“ nahm fast den gesamten Raum ein, weiters existierte nur ein Ofen, für den zu wenig Brennmaterial vorhanden war. Die Klagen des britischen Vertrauensmannes dürften Erfolg gehabt haben.
Bei der Überprüfung am 21. Juni 1944 gab es zahlreiche Verbesserungen seit der letzten Visite. Der Leiter der Kommission entdeckte, dass sich eine Anzahl britischer und amerikanischer „special prisoners“ (Sondergefangene) in einer isolierten Abteilung des Stalag XVII A befanden. Auf die Bitte nach deren Kontaktierung und die Unterstützung dieses Anliegens durch den begleitenden Offizier des OKW – Major Römer – gestattete der Stalagkommandant – Oberst Pamperl – einen kurzen Besuch des isolierten Lagerteiles. Die Briten waren Mitglieder einer Sondereinsatztruppe auf dem Kriegsschauplatz Balkan und wirkten als Militärberater auf der Seite der Truppen Marschall Titos. Dabei wurde eine Gruppe von drei Offizieren und sechs Unteroffizieren unter dem Kommando des Brigadegenerals Davies gefangen genommen. Die Gefangenengeschichte des britischen Generals mutet für einen Kriegsgefangenen äußerst seltsam an. Nach einem Krankenhausaufenthalt in Tirana und Belgrad wurde er in einem Konzentrationslager in der Nähe von Belgrad, danach im Arbeitserziehungslager Oberlanzendorf, im Militärgefängnis in Wien und schließlich ab Anfang Juni 1944 im Stalag XVII A gefangengehalten. Die Art ihrer Gefangenschaft stand nicht im Einklang mit der Genfer Konvention, was von der Schutzmachtkommission dem Lagerkommandanten und Major Römer vom OKW vorgehalten wurde. Diese erwiderten, auf höheren Befehl von Seiten des OKW zu handeln und keine Befugnis zu haben, die Situation der Gefangenen zu ändern. Immerhin erhielten die Briten nach der Intervention Rot-Kreuz-Pakete.
In einer anderen Zelle des Isoliertraktes wurden drei amerikanische Offiziere, die im März 1944 in Ungarn nach der Besetzung Ungarns durch die Wehrmacht gefangen genommen wurden, unter ähnlichen Bedingungen wie die Briten gefangen gehalten, nachdem sie zuvor von der Gestapo laut der Aussage eines der amerikanischen Offiziere äußerst schlecht behandelt worden waren. Ihr Weg führte sie nach drei Wochen in Belgrad, zwei Wochen Berlin, sieben Wochen Budapest und schließlich Wien Anfang Juni nach Kaisersteinbruch. Am 8. August befanden sich die britischen und amerikanischen Sondergefangenen noch immer in einer besonderen Abteilung, was die IKRK-Kommission dieses Tages wiederum zu einem Sonderbericht bewegte.
Die Hauptklage der Gefangenen war primär, dass sie nicht als Kriegsgefangene, sondern wie Übeltäter behandelt wurden. Sie wurden nach wie vor unter Arrest gehalten, ohne bestraft worden zu sein oder eine Flucht versucht zu haben, indem sie in denselben Untersuchungsbaracken wie gewöhnliche Soldaten gefangen gehalten und bis vor kurzer Zeit gemeinsam mit diesen in einer Zelle untergebracht waren. Ein amerikanischer Captain sowie zwei Sergeants wurden von Gestapoangehörigen während ihrer Verhöre in Ljubljana sowie in einem Polizeigefängnis im Norden Sloweniens geschlagen, wobei Captain Watt noch Spuren dieser Misshandlungen trug. Ihre derzeitige Behandlung in Kaisersteinbruch und ihr Gesundheitszustand seien nicht schlecht, resümiert die IRKR-Kommission, ausgenommen der Zustand der strengen Bewachung. Vor dem Verlassen des Lagers teilte der Lagerkommandant der Kommission mit, dass er den Befehl erhalten habe, die Offiziere in ein Oflag und die NCO´s (Non-commissioned officer) und den britischen „Gunner“ in ein Stalag zu überstellen.
Der Chef KGW im OKW, Krafft, gab in Nürnberg zu Protokoll, dass die isolierte Gefangenschaft des General Davies und seiner Männer in Stalag XVII A Kaisersteinbruch zu deren Schutz durch das OKW erfolgte. Aufgrund eines Befehles, der von Hitler höchstpersönlich stammte, sollte diese britische Militärmission von der Gestapo erschossen werden. Durch die Verlegung in ein Stalag sollten die britischen Gefangenen dem Zugriff der Gestapo entzogen werden.

## Slowakische Kriegsgefangene
Die niedere Stellung der Angehörigen von slawischen Völkern (nach dem NS-Wertesystem) hatten ab Herbst 1944 die Soldaten der ehemals verbündeten slowakischen, bulgarischen und rumänischen Wehrmacht zu spüren; zusätzlich wurden sie von vielen Angehörigen der deutschen Wehrmacht als Verräter betrachtet.
Ladislav Ťažký, Ehrenpräsident des Slowakischen Schriftstellervereines, in Bratislava, besuchte 1990 das ehemalige Kriegsgefangenenlager, die spätere Uchatiuskaserne des Bundesheeres in Kaisersteinbruch; er war dort während des Zweiten Weltkrieges ab 1944 gefangengehalten worden. Ťažký schildert das wechselvolle Schicksal der vielfach vergessenen slowakischen Soldaten, die von Verbündeten zu Gegnern der Nationalsozialisten geworden waren. (kleiner Auszug)

„Der Zug hielt wieder an, „Winkelbauer, wo sind wir?“, „In Bruck an der Leitha.“ Winkelbauer schreit: „Da ist noch eine Tafel“, „Lies!“ „Kaisersteinbruch – Stammlager XVII A.“ Der ganze Wagen erstarrte. Nur ein geheimnisvolles Getöse von Autos ist zu hören.

Wir treten in Fünferreihen an. Die ersten Reihen verließen bereits Bruck und bogen nach links ein. Die Soldaten hatten die Toten und Verletzten auf zwei Autos geladen, die sich hinter den Gefangenen im ersten Gang dahinschleppen und den Weg mit den Scheinwerfern ausleuchten, vor allem dessen Ränder, wo die Aufseher mit den Hunden gehen. Vor uns auf dem Hang steht eine große ausgeleuchtete Stadt. Hat diese Stadt denn keine Angst vor Fliegerangriffen? „Wo ist denn der Steinbruch?“, fragt hinten eine einsame Stimme.

Wie lange gehen wir schon! Eine Stunde? Oder auch mehr? Die spähenden Scheinwerfer sind schon ganz in der Nähe. Häuser, Gassen und Türme sind schon zu erkennen. Die großen Lichter auf den Türmen bewegen sich in einem regelmäßigen Halbkreis in regelmäßigen Intervallen. Es sind seltsame Türme. Kirchtürmen ähneln sie nicht, eher Jagdhochsitzen. Die Häuserdächer sind schwarz, niedrig, aber breit und vor allem lang. Es sind Baracken, von einem hohen Stacheldraht umgeben. „Halt!“ Wieder wird die Zündschnur (?) mit den Befehlen angemacht, und die Menge ist stehengeblieben. Wir schauen auf ein hohes Tor und lesen den Namen der Stadt: Stammlager XVII A.

Die beleuchtete Lagerstadt zieht uns in den drahtverzäunten Bauch wie ein Staubsauger. Eine sinnreich durchorganisierte Fabrik für die Großproduktion von Häftlingen und Leichen. Am Fenster, wie in einem Amt, schreiben Soldaten die Namen auf. Sie schreiben die Namen auf, die du ihnen diktierst. Niemand kann kontrollieren, ob sie falsch oder richtig sind. Aber wenn schon sterben, dann mit dem eigenen Namen. Hinter uns rollt eine Gruppe sowjetischer Gefangener unter die Duschen. Die Gefangenen sind abgemagert, kaputt, mit glattrasiertem Kopf, wie in den Deutschen Wochenschauen...

Ein Leben, das in einem Meer stehender Zeit ersäuft. Das sind die langen Strecken eines kurzen Lebens... Jeden Morgen die gleichen Fragen: Was wird morgen sein, was kommt danach? Warum gibt man uns keine Arbeit? Wollen sie uns mit Nichtstun foltern? Warum foltern die Deutschen die einen mit unmenschlicher Tatenlosigkeit und die anderen mit übermenschlicher Arbeit? Wer hat sich diese Riesenlager ohne Arbeit ausgedacht? ...“

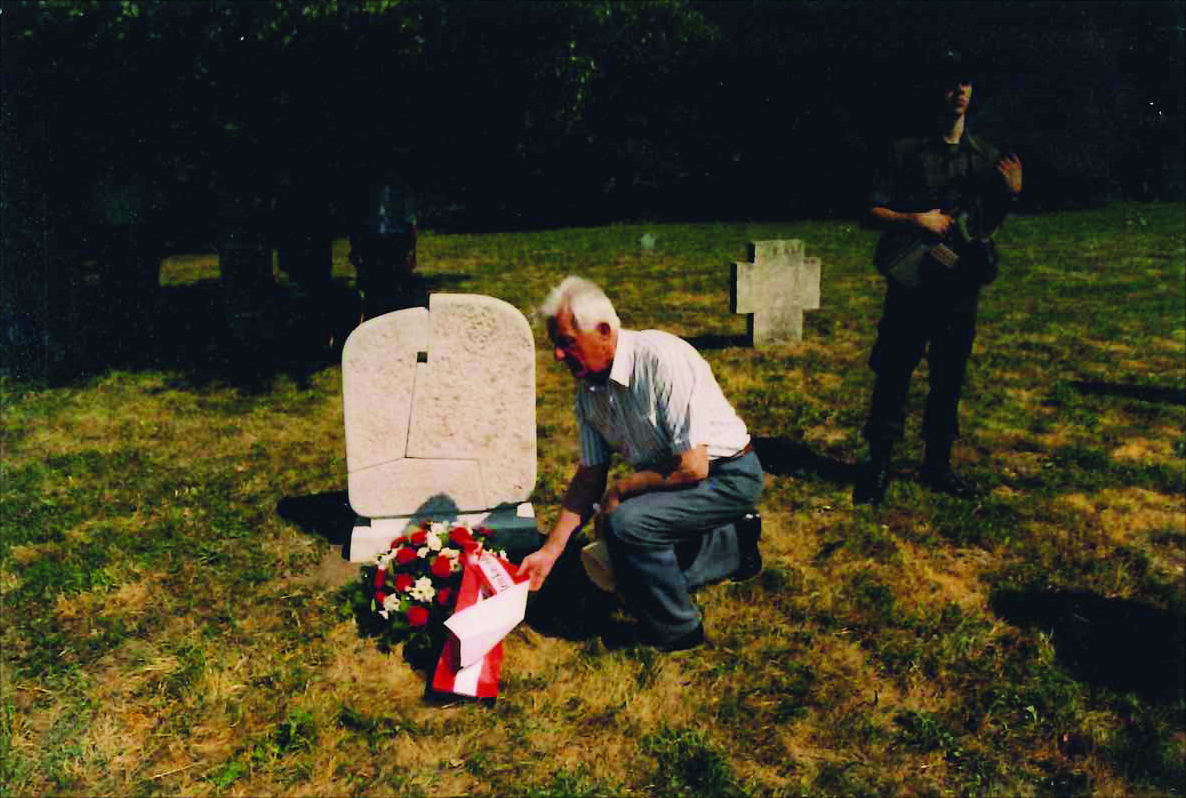
22. Juni 2000 Herr Ťažký kniet vor dem "Slowaken"-Stein

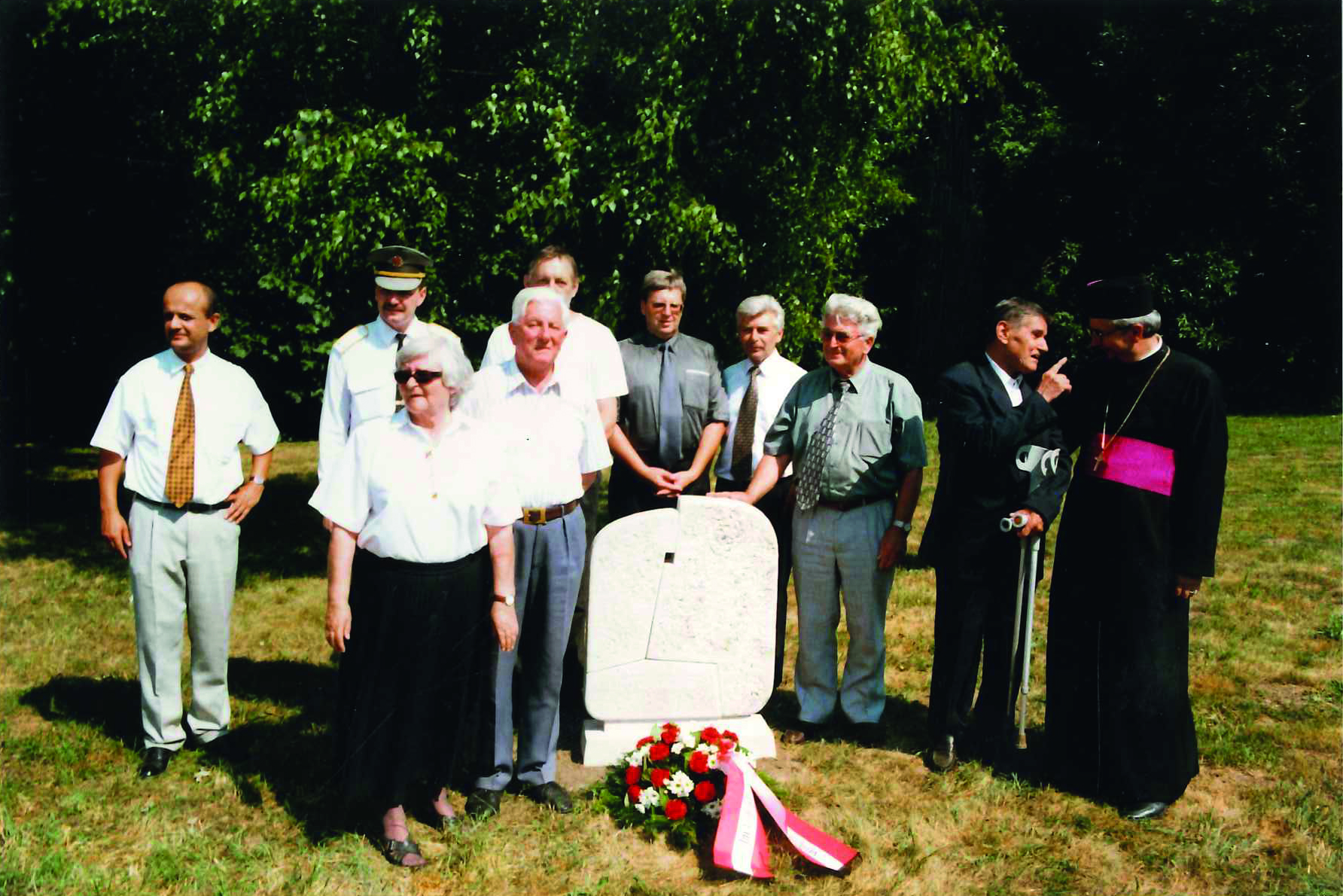
Gedenken der slowakischen Kriegsgefangenen, Ioan Malinas Pfarrer in Sommerein, Klara Köttner-Benigni, Walter Benigni, Ladislav Ťažký, Stefan Billes, Peter Roller, Hans Anthofer

Ihre Situation in Kaisersteinbruch schilderte auch der ehemalige slowakische Kriegsgefangene Jan Kudela aus Pressburg. In einem Brief 1991 schrieb er Es freut mich, dass bei meinem Besuch das Museum eröffnet wurde und die Erinnerungsfotos zu sehen waren. Da konnte ich das sehen, was ich als Kriegsgefangener in dem Konzentrationslager selber erlebt habe. Ich versprach, darüber zu schreiben. In das Lager wurde Jan Kudela von deutschen Soldaten am 2. Jänner 1945 gebracht. Der Grund war die Weigerung, zu den so genannten „Slowakischen Heimverteidigungstruppen“ einzurücken, die sich nach der Niederschlagung des Slowakischen Nationalaufstandes formiert hatten. Kudela musste sich als Deserteur verstecken. Bis zu seiner Gefangennahme arbeitete von Oktober bis Dezember 1944 mit den Partisanen.
Die Faschisten nahmen ihn gefangen und verschickten ihn nach Trnava, nach endlosen Verhören wurde er mit weiteren betroffenen Kameraden in einem Viehwaggon zum Lager transportiert. In Bruck an der Leitha mussten sie alle aussteigen und weiter zu Fuß marschieren. Nach der Ankunft wurden sie gezählt und in die Baracken geschickt.

„Damit begann für mich eine sehr schwere Zeit. Sehr oft schien mir das Leben hoffnungslos zu sein, aber wir haben niemals die Hoffnung aufgegeben, dass wir alle wieder nach Hause kommen werden.

Die Baracken wurden niemals geheizt, zur körperlichen Reinigung gab es lediglich kaltes Wasser, und geschlafen wurde in leeren, von Läusen verseuchten Dreistock-Betten. Es war unmöglich, diese lästigen Tiere zu besiegen, sie machten das Leben fast unerträglich. Bei Schanzarbeiten gegen die angreifende Rote Armee mussten Gefangene verschiedener Nationalitäten mitarbeiten. Es waren Russen, Rumänen, Jugoslawen, Italiener und auch alle diejenigen, die gegen Deutsche gekämpft hatten. Franzosen, Engländer und Amerikaner waren nie daran beteiligt. Meine Kameraden und ich arbeiteten mit Russen und Rumänen in abgegrenzten Bereichen.

Mit der Arbeit fingen wir sehr früh morgens an und waren fast ausgehungert. Es gab nur 3 dl ungezuckerten Tee aus unbekannten Kräutern bis zum Mittag. Beim Mittagessen teilten sich zehn Männer 1 kg Brot und 1/4 kg Margarine. Das war dann alles bis zum späteren Abend. Zurück ins Lager sind wir täglich bei völliger Dunkelheit gekommen. Beim Eingang bekam jeder von uns in seinen Blechtopf einen Schöpflöffel Suppe aus Kleie und Rübe. So ist es uns Tag für Tag ergangen. Wenn wir uns über das wenige Essen, das nicht einmal ein Hund frisst, beschwerten, sind wir von den Soldaten mit Stöcken und Fusstritten geschlagen worden. Wir wurden nur mit Ausdrücken wie Schweine, Hunde, ihr gehört alle erschossen, .. gerufen.

Unser Vorteil war, dass wir uns nicht lange in dem Lager befanden. Täglich sind viele Gefangene anderer Nationalitäten gestorben, besonders Rumänen und Russen.Die waren schon seit 1941 im Lager. Ich kann mich noch erinnern, wie die deutschen Soldaten die nackten Leichen hinausgeführt haben. Damals wussten wir nicht, wohin .. aber jetzt ist mir das klar geworden. Sie wurden auf den neu hergerichteten Friedhof gebracht, der sich jetzt in der Nähe von Kaisersteinbruch befindet.“

## Lager 3
Mit Geldmitteln des Internationalen Komitees vom Roten Kreuz erfolgte im Frühjahr 1941 der Aufbau des so genannten Kriegsgefangenen-Lazaretts, kurz Lager 3. Es bestand aus einer Entlausungsstation, einer Apotheke, einem Operationssaal und einer elektrischen Kühlanlage für Leichen. Elf Baracken boten Platz für die Unterbringung erkrankter Kriegsgefangener, darunter auch eine Isolierbaracke für Typhus und andere gefährliche und ansteckende Krankheiten. Alle aus Lehm gebrannten Mauerziegeln  erbaut und die Dächer mit geteerter Dachpappe überzogen. Diese Baracken waren nur wenige Meter von der Kaisersteinbrucher Kirche entfernt, befinden sich aber trotzdem zum großen Teil auf niederösterreichischem Boden.

## Lagerfriedhof
Aufgrund der hohen Anzahl von toten Kriegsgefangenen ab dem Winter 1941/1942 wurde einige hundert Meter von Lager 3 entfernt ein Lagerfriedhof errichtet. Davor wurden die verstorbenen Kriegsgefangenen üblicherweise am Ortsfriedhof begraben; dort wurde im Gedenken an die französischen Kriegsgefangenen ein Denkmal errichtet.
Auf dem Lagerfriedhof wurden ungefähr achttausend Sowjet-Russen und eintausend Rumänen bestattet, dazu kamen Tote aus anderen Nationen, wie Franzosen, Jugoslawen, Griechen und Italiener. Insgesamt sind es ca. zehntausend Leichen, darunter sechs aus England und einer aus Amerika. Nach dem Krieg kamen Hunderte Volksdeutsche, die 1945/46 im Lager starben, hinzu. Von 1945 bis 1955 wurde eine größere Zahl von Angehörigen der russischen Besatzungsmacht, die hier im Lager verstorben sind, auf diesem Friedhof beerdigt. Die russischen Kriegsgefangenen, die während des Krieges im Lager verstorben sind, kamen alle in große Schachtgräber. Die der anderen Nationen waren in Einzelgräbern untergebracht. Amerikaner, Engländer und Franzosen ließen noch im Sommer 1947 ihre toten Angehörigen exhumieren und in die Heimat überführen.
Im Auftrage der russischen Besatzungsmacht begannen im September 1947 die Arbeiten zur Einebnung des Lagerfriedhofs mittels Traktoren. Aus dem Grundstück wurde eine parkähnliche Anlage mit umlaufender Mauer aus Naturstein und einer Eingangspforte an der Nordseite. An der Südseite entstand ein russisches Mahnmal und an den Längsseiten wurden in gleichmäßigen Abständen Gedenksteine für die Verstorbenen anderer Nationen aufgestellt.

## Das Lager nach Kriegsende
Als Ende März 1945 die russische Front – aus Ungarn kommend – mit jedem Tag immer näher an das Lager rückte, entschloss man sich höheren Ortes, das Lager zu räumen. Am Ostersonntag, 1. April 1945, wurden alle im Lager gewesenen, gesunden und marschfähigen Gefangenen, ca. 15.000 Mann, unter Begleitung ihrer Wachmannschaften zu Fuß nach Oberösterreich in Marsch gesetzt. Zurück blieben lediglich ca. 1.000 kranke, nicht marschfähige Gefangene, in der Mehrzahl Russen und Rumänen, deren Zahl sich aber nach Ostern, mit den bei den umliegenden Bauern auf Arbeit gewesenen und nun in das Lager zurückkehrenden Gefangenen, vor allem Jugoslawen und Franzosen, auf ca. 4.000 Kriegsgefangene ohne Bewachung erhöhte. Die ca. zwanzig Mann Bewachung, meist Wiener und Niederösterreicher, flüchteten selbst und ließen die Gefangenen allein. Am 3. April sprengten dann zurückflutende SS-Formationen die drei Leithabrücken und zogen in Richtung Wien ab. Als die deutschen Truppen abgezogen waren, übernahmen ca. 300 englische Kriegsgefangene sofort das Kommando über alle im Lager befindlichen Kriegsgefangenen.

## Fronleichnam in Kaisersteinbruch 1945
Kaisersteinbruch im Burgenland, seit den Apriltagen 1945 der Ort, an dem sich zehntausende Angehörige vieler Nationen auf ihre Reise in die heißersehnte und so lange nicht gesehene Heimat vorbereiteten und sammelten.

„Fronleichnamsgottesdienst! Ein herrlicher, tiefblauer Himmel, die Kirche gedrängt voll (zu diesem Zeitpunkt noch völlig intakt), am Friedhof standen sie eng um die Grabkreuze, saßen auf den Mauern, um nur ja dabei zu sein und den Herrgott aus vollem Herzen zu preisen. Welche Einheit der Nationen, welche Eintracht der Völker! In fünf Sprachen wurde das Evangelium verkündet, geduldig standen die anderen da, auch wenn sie die Sprache nicht verstanden! Welcher Zusammenklang, welche Harmonie, alle fügten sich zu einer Einheit, die nicht im geringsten kommandiert oder erzwungen war.
Triumph des Glaubens, der alle eins macht, ohne den einzelnen zu erdrücken, der alle vereinigt, ohne einen zu übersehen oder zu verachten! Wie ergreifend war es erst bei der Prozession! Da sangen die Italiener, ergriffen lauschten die anderen, dann kamen die Polen an die Reihe, die mit Hingabe ihre Glaubenslieder vortrugen. Ohne Murren warteten die Franzosen, bis sie an die Reihe kamen. Am Rand der Straße standen Griechen und Bulgaren, Rumänen und Holländer, Belgier und Tschechen, auch wenn viele von ihnen nicht katholisch waren, sie spürten: wir gehören zusammen!
Ein gewaltiges Fest der Einheit war es, das alle beglückte und allen zeigte, dass nur auf den Fundamenten des Glaubens eine neue und bessere Welt entstehen kann.“

### Dokument vom 15.Juni 1955
Österreichischer Staatsvertrag, Übersetzung aus dem Russischen, gezeichnet von Garde-Oberstleutnant F. Olisarenko, Kriegskommandant des Kreises Bruck an der Leitha
Der Friedhof in der Größe von 228 × 41 m ist mit einer Steinmauer umgeben. Es gibt 10 Gemeinschaftsgräber, in denen 9.584 Sowjet-Soldaten, die im ehemaligen Konzentrationslager 17 A zu Tode gequält worden waren, und die später Verstorbenen bestattet sind. Auf die Gemeinschaftsgräber sind Beton-Denkmäler mit eingemeißelten Inschriften aufgestellt worden (auszugsweise):

„Auf dem gemeinsamen Denkmal:
EWIGER RUHM DEN KRIEGERN DER SOWJET-ARMEE, UMGEKOMMEN IN FASCHISTISCHER GEFANGENSCHAFT IM LAGER 17-A KAISERSTEINBRUCH FÜR DIE FREIHEIT UND UNABHÄNGIGKEIT DER SOWJETUNION UND FÜR DIE BEFREIUNG DER VÖLKER EUROPAS VON FASCHISTISCHER SKLAVEREI. 1941–1945“

In zwei einzelnen Gräbern mit Gedenksteinen aus Granit, sind Militärangestellte der Sowjetarmee bestattet. Insgesamt sind auf dem Friedhof 9.584 Militärpersonen der Sowjetarmee bestattet. Auf den Inschriften sind die Namen, teilweise auch das Geburtsjahr, von 60 Militärpersonen der Sowjetarmee in kyrillischer Schrift abzulesen.
Weiters befindet sich auf dem Friedhof ein Denkmal für die Polen, in polnischer Sprache DEN POLNISCHEN KRIEGERN 1939–1945, zwei Denkmäler für die Jugoslawen mit der Inschrift: JUGOSLAWEN. Ein Denkmal den Italienern, Inschrift: ITALIENER. Ein Denkmal für die Rumänen, Inschrift: RUMÄNEN.
Nach den Unterlagen der Kreisverwaltung Bruck/Leitha sind hier bestattet: Polen – 5 Menschen, Bulgaren – 48, Jugoslawen – 125, Franzosen – 57, Italiener – 99, Belgier – 7, Engländer – 6, Amerikaner – 1 und ohne Staatszugehörigkeit – 37.

## Ehemalige Gefangene des Stalag XVII A besuchen Wien und Kaisersteinbruch
Stalag XVII A, so hieß das Kriegsgefangenenlager Kaisersteinbruch, in dem viele Franzosen im Zweiten Weltkrieg als unfreiwillige Gäste Österreichs und – bei der Arbeit außerhalb des Lagers – österreichische Menschen kennenlernten. Stalag XVII A heißt auch eine Vereinigung all dieser Kriegsgefangenen, die in Frankreich alljährlich Zusammenkünfte veranstaltet. Die Mitglieder der Verbandsleitung fuhren heuer mit ihren Familienangehörigen nach Österreich, um ihr ehemaliges Lager wiederzusehen und mit ihren österreichischen Freunden zu sprechen, die sie dort in dieser schweren Zeit gefunden haben.
Wiens Stadtrat für Wirtschaft Bauer zum Beispiel war im Krieg Zahlmeister des Lagers. Für die französischen Gäste gab Bürgermeister Jonas einen Empfang im Wiener Rathauskeller, an dem auch Vizebürgermeister Weinberger, die Stadträte Glaserer, Koci und Maria Jacobi teilnahmen. Ferner war der französische Botschafter de Crouy-Chanel erschienen, sowie der Stadtkommandant von Wien, Oberst Adamovich.
Am 25. Mai 1993 kamen fünfzig ehemalige Kriegsgefangene nach Kaisersteinbruch. Gemeinsame Planung von Oberst Petznek und dem Museums- und Kulturverein Kaisersteinbruch.

## Lagerfriedhof bei Kaisersteinbruch
„Vom Autoradio/ Christa Ludwig/ auf der „Winterreise“/ weint „manche Träne/ aus den Augen/ in den Schnee“.
Stumm/ steig ich aus dem Wagen/ und geh/ über das weiße Feld./ Die Augen/ an den Steinen/ erstarren/ vor dem anonymen/ „Russen“/ „Jugoslawen“/ „Rumänen“/ „Polen“/ „Italiener“.

Vereinzelt/ in zyrillischen Schriften/ der Name/ eines sowjetischen Soldaten/ oder Kapitans./ Im Weißen/ weithin/ keine Steine/ Raum/ für die anonymen Völker/ deren Söhne/ hier/ verscharrt sind/ anonym.

Die hier/ die Anonymen/ die waren krachend/ mit starren Augen/ und aufgesperrten Mündern/ und ohne Sarg/ und ohne Trauermusik/ in den Schacht gefallen.

Du und ich/ wir hielten uns/ friedvoll/ an den Händen/ der Grenzpfahl versank/ vor dem Fernsehgerät/ aus dem ein Emigrant/ beredt/ Unfrieden säte.

In der Slowakei/ oder in der Ukraine/ weinen/ immer noch Frauen/ stumm/ um ihren Mann/ der im Krieg „vermisst“ ist/ und der vielleicht/ in Österreich/ in Kaisersteinbruch/ liegt/ und der vielleicht/ Karol hieß/ oder Šimon/ oder Ján/ oder Ivan/ oder Jogan.

Er hieß Jogan Feodorowitsch Awertschenko/ und war ein Ingenieur/ aus der Ukraine./ Er war ein Kapitan/ der Besatzungsmacht/ und er sprach/ kultiviert deutsch mit uns/ nie über Politik und den Aufbau des Sozialismus/ am liebsten/ über klassische Musik/ über den Österreicher Schubert/ den er in unserem Radio/ hörte.“

## Idee zu einem Europabrunnen
Nach dem Einmarsch Hitlers in Österreich im darauffolgenden Sommer 1938 wurde die Frage „Sein oder Nichtsein“ für Kaisersteinbruch als Befehl einer Diktatur eindeutig entschieden. Die Waagschale neigte sich schwer zum „Nichtsein.“ Mit der Idee zu einem Europabrunnen mit nachfolgendem Europa-Symposium Kaisersteinbruch im Sommer 1998 entschieden sich freie Bürger für das „Sein“ in einem Europa des Friedens.

## Gedenkstein für Slowaken
Auf besondere Initiative des Ehepaares Klara Köttner-Benigni und Walter Benigni, beide burgenländische Kulturschaffende, suchte der Obmann des Museums- und Kulturvereines Kaisersteinbruch, Helmuth Furch, im Bundesministerium für Inneres und der Niederösterreichischen Landesregierung an, einen Gedenkstein für die namentlich nicht erwähnten SLOWAKEN auf dem Lagerfriedhof aufstellen zu dürfen. Jegliche Änderung auf dem Friedhof bedarf der Genehmigung des Landeshauptmannes. Diese wurde 1999 erteilt, und der slowakische Bildhauer Peter Roller, Dozent der Kunstakademie Bratislava beauftragt. Er gestaltete auch die Länderplatte der Slowakei an der „Mauer der Einheit“.

## Bronzerelief „Stalag XVII A“ 1939–1999
Der befohlenen Absiedlung des Ortes und der Errichtung des Kriegsgefangenenlagers „Stalag XVII A“ mit all den schrecklichen Folgen (Lagerfriedhof) wurde am 28. November 1999 durch den Museums- und Kulturverein Kaisersteinbruch gedacht. Ein Radio Burgenland Fernsehteam mit Redakteur Helmut Manninger befragte Zeitzeugen, berichtete vom Lagerfriedhof, Museum, und dem Festakt in der Kirche. Eine ökumenische Weihe des Kunstwerkes von Bildhauer Alexandru Ciutureanu erfolgte durch die geistlichen Herren Pfarrer Josef Franzl, Joan Marin Malinas, Archimandrit der rumänisch unierten Kirche, Herbert Sojka, von der polnischen Kirche in Wien, Peter Okeke, Ortspfarrer aus Nigeria und Armin Cencic, evangelischer Pfarrer von Bruck an der Leitha.